# Estádio Internacional Godswill Akpabio
O Estádio Internacional Godswill Akpabio (em inglês: Godswill Akpabio International Stadium), anteriormente conhecido Estádio Internacional de Akwa Ibom, é um estádio multiuso localizado na cidade de Uyo, capital do estado de Akwa Ibom, na Nigéria. Oficialmente inaugurado em 7 de novembro de 2014, é a casa onde o clube local Akwa United manda seus jogos oficiais por competições nacionais e continentais, além de também receber esporadicamente partidas amistosas e oficiais da Seleção Nigeriana de Futebol. Sua capacidade máxima é de 30 000 espectadores.